# Artemisina strongyla
Artemisina strongyla är en svampdjursart som beskrevs av Jörn Hentschel 1914. Artemisina strongyla ingår i släktet Artemisina och familjen Microcionidae. Inga underarter finns listade i Catalogue of Life.